# Moissat
Moissat település Franciaországban, Puy-de-Dôme megyében. Lakosainak száma 1256 fő (2022. január 1.). Moissat Bouzel, Espirat, Glaine-Montaigut, Lezoux, Ravel, Reignat és Seychalles községekkel határos.

## Népesség
A település népességének változása:
| Lakosok száma | 1188 | 1233 | 1252 | 1225 | 1222 | 1226 | 1245 | 1264 | 1256 |
|               | 2013 | 2015 | 2016 | 2017 | 2018 | 2019 | 2020 | 2021 | 2022 |